# JC Chasez
Joshua Scott Chasez (ur. 8 sierpnia 1976 w Bowie) – amerykański piosenkarz, autor tekstów piosenek, producent muzyczny i aktor, znany jako JC Chasez, jeden z głównych wokalistów w byłym boysbandzie *NSYNC. W dniu 24 lutego 2004 roku wydał swój debiutancki album solowy pt. Schizophrenic i zaczął pisać i produkować muzykę dla takich zespołów jak Girls Aloud, Backstreet Boys czy Basement Jaxx.

## Życiorys
Urodził się w Bowie, w stanie Maryland. Kiedy miał pięć miesięcy, jego biologiczna matka powierzyła go pod opiekę Roya i Karen Chasez, w nadziei, że będą w stanie zapewnić mu edukację i stabilną rodzinę. Dorastał z młodszą siostrą Heather i młodszym bratem Tylerem w Bowie, w stanie Maryland. Uczęszczał do szkoły średniej Belair Junior High School, a następnie do Bowie High School. 
Jego przybrana matka przeczytała artykuł w „The Washington Post” o castingu do programu dla dzieci Disneya Klub Myszki Miki (The Mickey Mouse Club), gdzie wystąpił w czwartym sezonie i pozostał aż do ostatniego odcinka, emitowanego w 1994 roku. Podczas realizacji programu Myszkieterzy (Mouseketeer) zaprzyjaźnił się z Justinem Timberlake.
Był jurorem programu America’s Best Dance Crew.
Spotykał się z przez pięć lat z Nikki DeLoach, Bobbie Thomas (1999–2001) oraz aktorkami: Tarą Reid, Evą Longorią (2004–2005) i Emmanuelle Chriqui. Na początku 2008 roku Chasez musiał rozwiać pogłoski o związku z przyjacielem i aktorem Chace’em Crawfordem, mówiąc: "Sprawa jest prosta, mogę mieć przyjaciół-facetów."